# Santa Croce in Via Flaminia (titolo cardinalizio)
Santa Croce in Via Flaminia (in latino: Titulus Sanctæ Crucis in via Flaminia) è un titolo cardinalizio istituito da papa Paolo VI il 5 febbraio 1965 con la costituzione apostolica Omnibus quidem. Il titolo insiste sulla basilica di Santa Croce a Via Flaminia. Inaugurata nel 1913, la chiesa è attualmente è retta dalla Congregazione delle Sacre Stimmate di Nostro Signore Gesù Cristo ed è sede della Real Deputazione del Sacro Militare Ordine Costantiniano di San Giorgio.
Dal 19 novembre 2016 il titolare è il cardinale Sérgio da Rocha, arcivescovo metropolita di San Salvador di Bahia.

## Titolari
Si omettono i periodi di titolo vacante non superiori ai 2 anni.
- Josef Beran (25 febbraio 1965 - 17 maggio 1969 deceduto)
  - Titolo vacante (1969 - 1973)
- Bolesław Kominek (5 marzo 1973 - 10 marzo 1974 deceduto)
- William Wakefield Baum (24 maggio 1976 - 23 luglio 2015 deceduto)
- Sérgio da Rocha, dal 19 novembre 2016